# Afroneta longipalpis
Afroneta longipalpis é uma espécie de aranhas da família Linyphiidae encontradas na Reunião. Foi descrita pela primeira vez em 2008.